# Torre Uluzzo
Torre Uluzzo este o arie protejată (arie specială de conservare — SAC, sit de importanță comunitară — SCI) din Italia întinsă pe o suprafață de 351 ha, din care 1 % marine.

## Localizare
Centrul sitului Torre Uluzzo este situat la coordonatele 40°09′25″N 17°57′53″E / 40.156944°N 17.964722°E.

## Înființare
Situl Torre Uluzzo a fost declarat sit de importanță comunitară în iunie 1995 pentru a proteja 1 specie de plante și 1 specie de animale. Situl a fost protejat și ca arie specială de conservare în martie 2018.

## Biodiversitate
Situată în ecoregiunea mediteraneană, aria protejată conține 5 habitate naturale: Pante stâncoase calcaroase cu vegetație casmofită, Faleze cu vegetație de Limonium spp. endemic de pe coastele mediteraneene, Pseudostepă cu ierburi și specii anuale de Thero-Brachypodietea, Dune împădurite cu Pinus pinea și/sau Pinus pinaster, Peșteri marine scufundate complet sau parțial.
La baza desemnării sitului se află mai multe specii protejate:
- plante (1): Stipa austroitalica
- reptile (1): șarpele cu patru dungi (Elaphe quatuorlineata)

Pe lângă speciile protejate, pe teritoriul sitului au mai fost identificate 13 specii de plante, 2 specii de reptile.